# Rejsen mod en fødsel
|  | Denne artikel er oprettet af botten PalnaBot ud fra en ekstern database. Den kan derfor have sproglige fejl eller mangler. Denne skabelon kan fjernes efter kontrol af indholdet. |

Rejsen mod en fødsel er en kortfilm fra 1989 instrueret af Maria Mac Dalland efter manuskript af Maria Mac Dalland.

## Handling
En poetisk visualisering af de dybe sammenhænge mellem følelser og krop under graviditet og fødsel. Bevidsthedens forsøg på at forstå sammenhængen mellem det indre og det ydre univers. Forventningen og glæden - der i mørke glimt brydes af angst for den verden barnet fødes i. Den voldsomme oplevelse af kroppens urkræfter og elementernes rasen under forløsningen. Et barn er født.